# Psalms for the Dead
Psalms for the Dead è l'undicesimo album in studio del gruppo doom metal svedese Candlemass, pubblicato nel 2012.

## Tracce
1. Prophet – 6:05
2. The Sound of Dying Demons – 5:30
3. Dancing in the Temple (of the Mad Queen Bee) – 3:38
4. Waterwitch – 7:03
5. The Lights of Thebe – 5:49
6. Psalms for the Dead – 5:15
7. The Killing of the Sun – 4:09
8. Siren Song – 5:57
9. Black as Time – 6:47

## Formazione

### Gruppo
- Robert Lowe - voce
- Leif Edling - basso
- Mats Björkman - chitarra
- Lars Johansson - chitarra
- Jan Lindh - batteria

### Altri musicisti
- Mats Levén	- cori
- Carl Westholm - tastiere
- Per Wiberg	- hammond (nel brano "Siren Song")
- Mark Roberton - narrazione (nel brano "Black as Time")